# موش
موش پستانداری کوچک از راستهٔ جوندگان است که مواد غذایی خود را به وسیلهٔ حرکات رفت و برگشتی با جلو آروارهٔ تحتانی خرد می‌کند. چون دندان‌های این جانور مانند سایر جوندگان رشد دائمی دارد، برای جلوگیری از رشد بیش از حد، مجبور است که دایماً دندان‌های خود را با جویدن چیزهای نسبتاً سخت، از قبیل دانه‌ها و حبوبات، بفرساید و اگر موفق به پیدا کردن دانه‌های سخت نگردد به جویدن فرش‌ها، لباس‌ها، کتاب‌ها و هرچه که در دسترس خود بیابد مشغول می‌شود. موش‌ها به انواع صحرایی و غیره تقسیم‌بندی می‌شوند که بستگی به ساختار دندانی، طول دم و برخی ویژگی‌های دیگر آن‌ها دارد. گاهی مردم جانورانی که مانند موش هستند را نیز موش می‌نامند مانند موش خرما، همستر و …

## زادآوری
یک جفت موش می‌تواند در ۵ زایمان ۷ الی ۱۵ نوزاد در یک سال به دنیا بیاورد و همین نوزادان در حدود ۵ هفته ای که باشند خودشان بارور می‌شوند. در یک محیط خلاء، یک جفت موش از لحاظ نظری می‌توانند صدها هزار یا شاید میلیون‌ها فرزند در یک سال تولید کنند اما در شرایط عادی میزان مرگ‌ومیر موش‌ها حدود ۹۵ درصد در ابتدای دوران زندگیشان است.

## رفتار

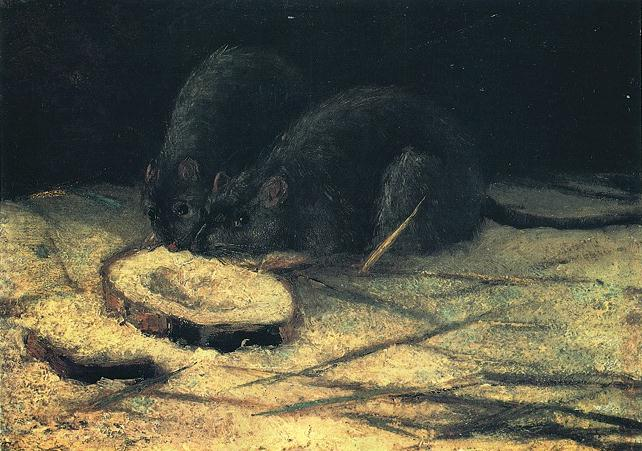
دو موش اثر ونسان ون گوگ

گسترش موش‌ها در سراسر جهان به‌طور کامل شامل انواع خوش‌شانسی‌های محیطی است. آنها می‌توانند خودشان را بدون مشکل زیادی با محیط‌های مختلفی سازگار کنند.
موش می‌تواند مانند یک شتر، بی آبی را تحمل کند. بدن بسیار مقاومی در برابر سقوط از ارتفاع دارند. آنها می‌توانند مقدار زیادی در برابر اشعه‌های مختلف دوام بیاورند. زنده ماندن و شنا کردن در طول نیم مایل از دیگر توانایی‌های این جاندار است. در طول نسل‌ها، آنها نسبت به سموم مختلف مصونیت خاصی بدست آورده‌اند. این تقریباً غیرممکن است که یک خانه ضد موش ساخته شده باشد، آن‌ها می‌توانند به راحتی از طریق هر دهانهٔ کوچکی به قطر یک چهارم بدنشان وارد محیط شوند. باتوجه به مقایسه‌های انجام شده سختی دندان موش سخت‌تر از آهن یا فولاد است و می‌تواند به راحتی هرچیزی را گاز بگیرد. هنگامی که آنها به خانه ای حمله می‌کنند گرفتن آنها بسیار دشوار است.
بر اساس نتایج تحقیقاتی، موش‌ها از موسیقی لذت می‌برند. اگر شما قناری، طوطی یا بلبل خوش‌آوازی در منزل داشته باشید، موش در منزلتان زیاد می‌شود. حتی دیده شده که موش‌ها زمانی که اتاق را خلوت می‌بینند، از لانه خود خارج شده و در اطراف قفس یا زیر آن به جست و خیز پرداخته و حتی صداهای عجیب و غریبی به تقلید از پرنده خوش‌صدا از خود درمی‌آوردند. موش‌ها به آسانی انس می‌گیرند و می‌فهمند که آنها را به بازی گرفته‌اند.

## نگارخانه

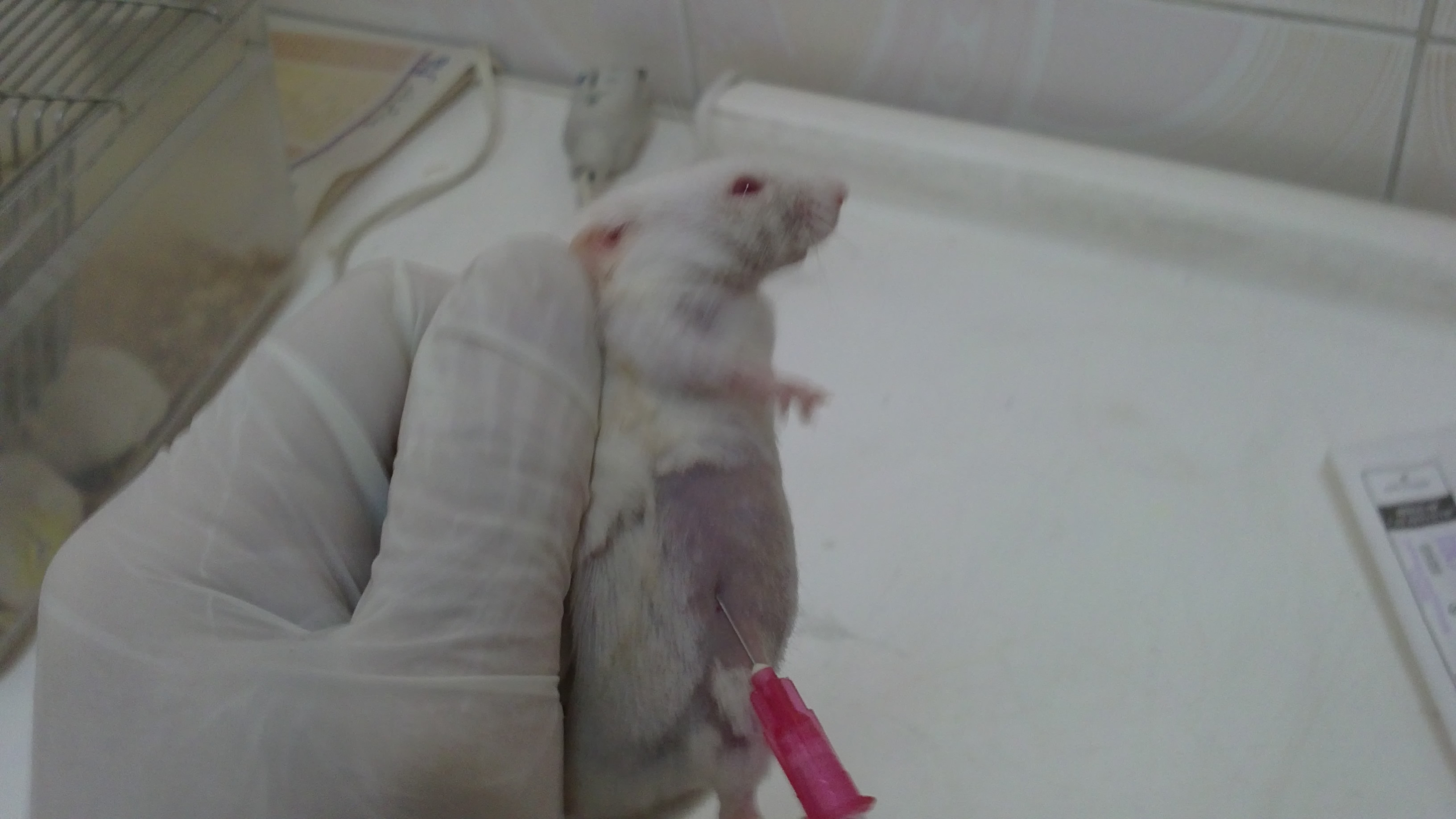
موش آزمایشگاهی
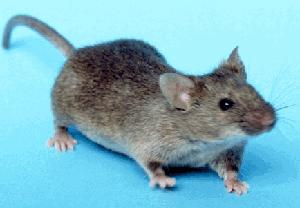
موش خانگی